# استت هاولند
استت هاولند (متولد ۱۴ اوت ۱۹۶۰) نوازندهٔ درام آمریکایی است.

## اوایل زندگی
هاولند در سال ۱۹۷۸ از دبیرستان داکسبری فارغ‌التحصیل شد. او نواختن درام را از هفت سالگی شروع کرد و از ۱۳ سالگی به تدریس و نواختن درام پرداخت. او از افرادی چون بادی ریچ، جین کروپا، انیمال از گروه ماپتس، سم کینیسون و هالک هوگان تأثیر گرفته‌است.

## حرفه
هاولند برای تمپل آو بروتلیتی (۲۰۰۴–۲۰۰۶)، ران ۲۱ (۱۹۸۷–۱۹۸۸)، کیلینگ مشین (۲۰۰۳–۲۰۰۵)، JOETOWN (2000-2002) بلادونا (۱۹۹۷–۱۹۹۹)، هاولینز داگ، Impellitteri (1908) بازی کرد. وسپ (۱۹۹۱–۲۰۰۵) و کارنیوال آو سولز (۲۰۰۳–۲۰۰۵) نوازندگی کرده‌است. در فوریه ۲۰۰۶، او خروج خود از وسپ را برای تمرکز بر پروژه‌های خود اعلام کرد. هاولند همچنین در بلک فوت درامز بود. او درامر لیتا فورد بود و با او در راکلاهاما ۲۰۰۸ اجرا کرد و می‌توان او را در آلبوم Wicked Wonderland لیتا فورد یافت. طبل‌های این آلبوم در استودیوی شخصی هاولند در جنوب غربی فلوریدا ضبط شد. در سال ۲۰۱۰، هاولند در استودیوی خود آهنگ‌های درام را برای کاور "Thunder Thighs" در Whole Lotta Love: An All-Star Salute to Fat Chicks ضبط کرد.
در سال ۲۰۱۰، هاولند مجموعه تلویزیونی راک اند رول مبتنی بر واقعیت را تأسیس کرد.
در آوریل ۲۰۱۷، اعلام شد که هاولند پس از جدایی جف پلیت، درامر قبلی، به گروه هوی متال متال چرچ پیوسته‌است.